# María Canosa
María Canosa Blanco (Cee, 20 de agosto de 1978) es una ingeniera de caminos, canales y puertos gallega, conocida por su participación como jurado en varios programas de concursos de la Televisión de Galicia y como escritora de literatura infantil y juvenil.

## Biografía
Hija de la escritora Concha Blanco, se trasladó de su pueblo natal a La Coruña para realizas sus estudios en la Universidad de La Coruña, donde obtuvo el título de ingeniera de caminos, canales y puertos. 
Trabajó como ingeniera y fue directora de proyectos en el Centro de Coñecemento da Costa da Morte (Centro de Conocimiento de la Costa de la Muerte). Desde sus inicios profesionales compaginó su faceta de ingeniera con la de escritora, así como la de guionista de distintos programas de la TVG. De algunas de sus obras se hicieron adaptaciones teatrales. 

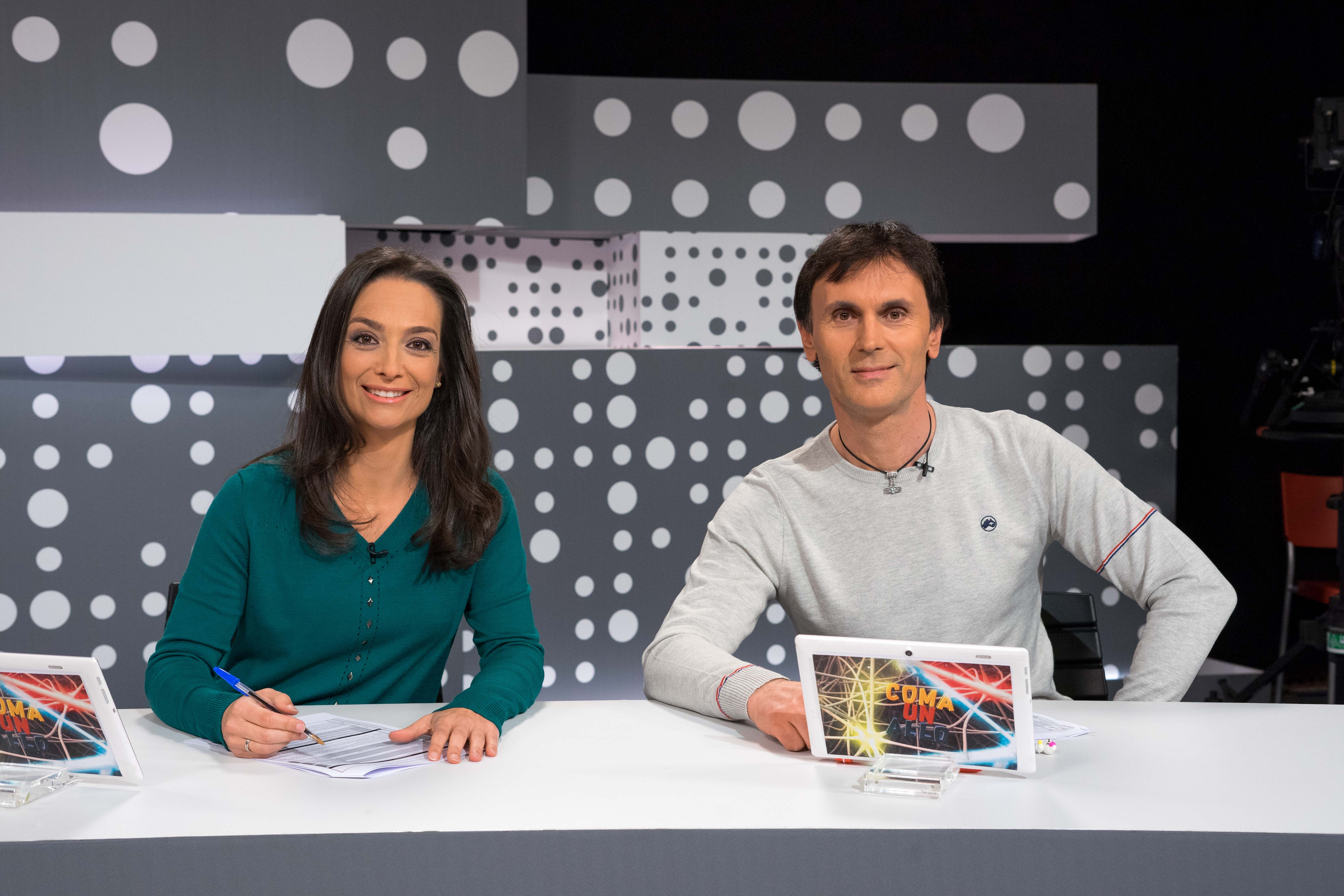
María Canosa y Jorge Mira son los expertos del concurso Coma un allo de la TVG

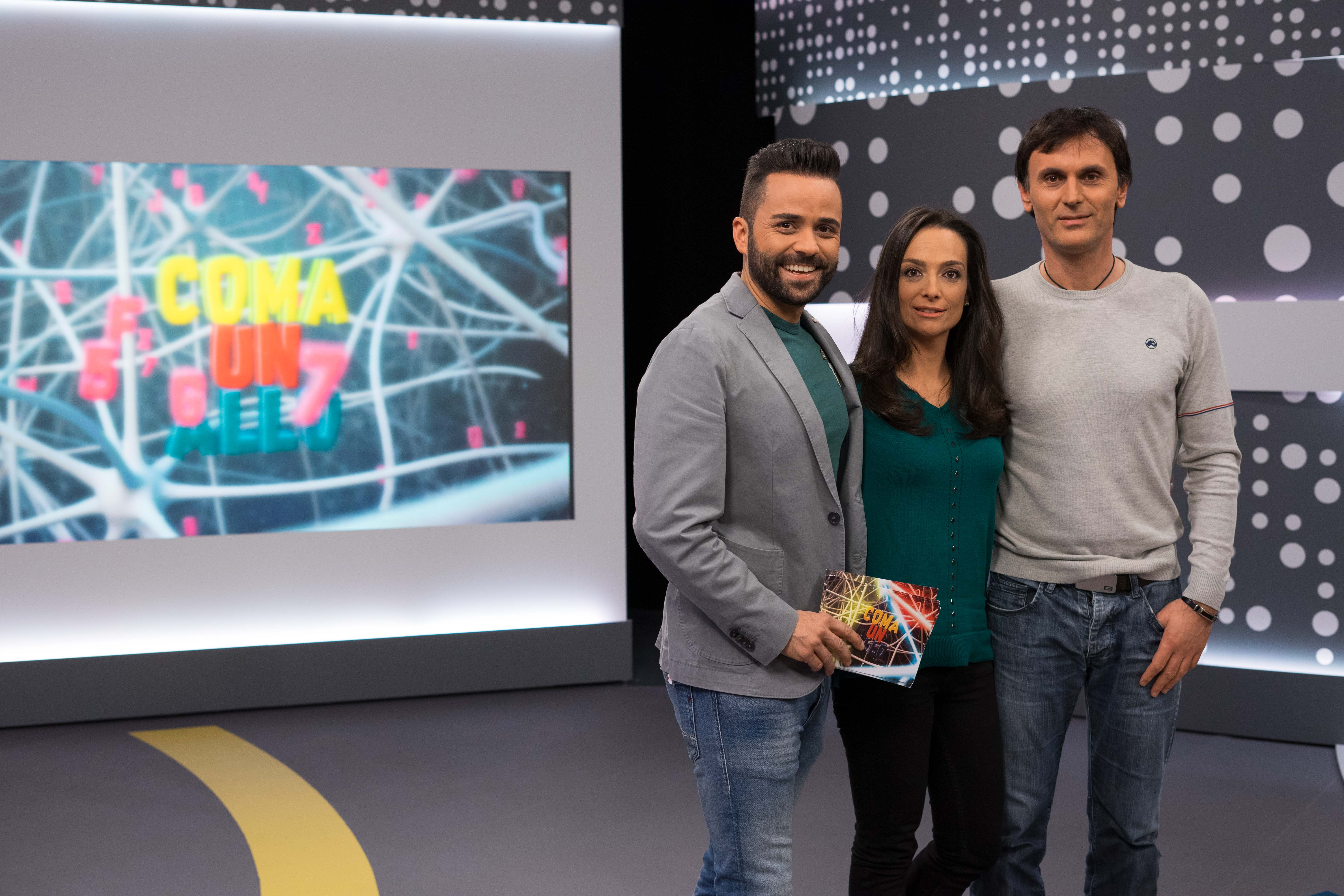
Presentadores de Coma un allo de la TVG

Colabora como articulista de La Voz de Galicia y fue contertulia en varios programas radiofónicos de la Radio Galega y de Radio Voz. Ocupó el puesto de "experta" en letras en el concurso Cifras e letras de la TVG desde septiembre de 2011, hasta principios de 2013 cuando dejó de emitirse el concurso. Cifras e letras fue substituido por el concurso Verbas van, en el que también desempeñó el puesto de experta. Al día de hoy mantiene esta actividad en el programa Coma un allo. 
Como escritora recibió numerosos premios, entre ellos el Premio Merlín de literatura infantil 2017, por su obra Muriel.

## Obras
Literatura infantil y juvenil
- Bramido maino, 1997, Ediciones do Castro.
- A pedra de seixo, 1997, Sotelo Blanco Edicións.
- Á espreita na penumbra, 1999, Sotelo Blanco.
- Leo era un león, 2002. Ir Indo.
- San Xoán, 2006.
- Leite con cacao, 2007.
- Entre papoulas, 2009, Editorial Everest Galicia.
- Faíscas, 2009, Editorial Galaxia.
- Matías, un pito de campionato, 2010, Galaxia.
- O papaventos de Laura, 2011, junta de distrito de Ourense. Premio Pura y Dora Vázquez
- O Crebanoces, 2011, Pablo Zaera, editor. Publicado también en español.
- A tartaruga de Martiño, 2011, Everest Galicia.
- Acuario, 2012, Ediciones Embora.
- Xiana, a nena pirata, 2012, Everest Galicia.
- Viaxes de inverno, 2013, Everest Galicia.
- Acuario 2, 2014, Embora.
- Ana xa chegou!, 2014, Everest Galicia.
- Druídas, 2014, Ediciones Embora.
- Papá, que son os sorrisos?, 2014, Galebook.
- Pasen e miren, 2014, Bululú. Publicado también en español e catalán.
- Vagalume de versos, 2014, Galaxia.
- Rubicundo, 2015, Ediciones Xerais de Galicia.
- Parar o Mundo, 2015, Editorial Trifolium.
- O día que choveu do revés, 2016, Xerais.
- O libro dos medos, 2016, Bolanda.
- O neno inverno, 2016, Galaxia.
- O que nunca che contaron, com Kike Gómez, 2017, Oqueleo.
- A cazadora de estrelas, 2017, Xerais.
- Muriel, 2017, Xerais.
- Caderno de lúas, 2018, Bululú
- O ladrón de voces, 2019, Ediciones Embora.
- Candorcas e unicornios, 2019, Galaxia.
- Unha fábrica de bicos, 2020, Xerais.
- Lobo Ramón, 2020, Oqueleo.
- Quero saír!, 2020, Ediciones Embora.
- As pombas de Bastián, 2021, Xerais.
- Saínza a punkeireteira,(2022). A Costureira Edicións. Ilustracións de Cristian F. Caruncho. 60 páxs.[1][2] ISBN 978-84-126122-0-2.
- Teño un volcán dentro,(2023). Vigo: Galaxia, Árbore. Ilustracións de Zaida Novoa. 232 páxs. ISBN 978-84-1176-015-7.
- Muriel. Caos no laboratorio lácteo, (2023). Vigo: Xerais, Merlín. Ilustracións de Lucía Cobo. 152 páxs. ISBN 978-84-1110-385-5. ePub: ISBN 978-84-1110-392-3.
- Luísa Villalta, melodía de palabras, (2023). Vigo: Xerais. 80 páxs. ISBN 978-84-1110-442-5. De 11 anos en diante.
- Escola de bruxas, (2024). Vigo: Xerais, Sopa de Libros. 144 páxs. ISBN 978-84-1110-585-9. ePub: ISBN 978-84-1110-604-7. Ilustracións de Maiky Odel.[3]

Narrativa
- Faíscas, 2009, Editorial Galaxia.
- DisParo, 2016, Ediciones Embora.
- Non é París, 2016, Bolanda.
- Cando cae a luz, 2016, Urco Editora.
- O lado do que dormes, 2019, Xerais.

Ensayos
- Do A ao Z con Xosé Neira Vilas, 2010, Everest Galicia.
- A que altura está o ceo?, con Jorge Mira, Alvarellos Editora
- ¿A qué altura está el cielo?, con Jorge Mira, Alvarellos Editora
- A peregrina gastrónoma, 2019, SomosLibros
- La peregrina gastrónoma, 2019, SomosLibros

Divulgación
- Emilia Pardo Bazán. Unha menta poderosa, 2021, Bululú.´
- Emilia Pardo Bazán. Una menta poderosa, 2021, Bululú.
- H2... Oh!!!, 2021, Galaxia.
- María Casares. A impaciencia por vivir, 2022, Bululú.
- María Casares. La impaciencia por vivir, 2022, Bululú.

Poesía
- Ronca o mar, 2011, Ediciones Fervenza. Publicado en español en 2012, bajo el título Ronca el mar, Pigmalión.

Obras colectivas
- Dezaseis relatos, 1995, concejo de Puentedeume.
- Nós, 1997, Batallón Literario da Costa da Morte.
- Rumbo ás illas. Escritores da Costa da Morte nas Sisargas, 1997, Asociación Cultural Monte Branco/Asociación Neria, O Couto, Ponteceso.
- O trasno rebuldeiro (Antoloxía de literatura infantil da Costa da Morte), 1997, Asociación Neria.
- Mini-relatos, 1999, Librería Cartabón.
- Narradoras, 2000, Xerais.
- Achegamento ao libro, 2001.
- A Coruña á luz das letras, 2008, Trifolium.
- Letras novas, 2008, Asociación de Escritores en Lengua Gallega
- Tres blues e un rap, 2008, Asociación Gallega del Libro juvenil e infantil - Junta de Galicia.
- Ditos sobre o libro e a lectura, 2009. Concejo de Coruña.
- Guía viva de ortodoxos y heterodoxos en la poesía contemporánea gallega, 2012, Endymion Poesía.
- O libro dos Reis Magos, 2012, Junta de Galicia.
- Contos da taberna, 2014, Ediciones Embora.
- 150 Cantares para Rosalía de Castro, 2015, libro electrónico.
- Será correcto?, con Concha Blanco, 2016, Hércules de Ediciones.

## Premios
- Concurso de Cuentos de la Agrupación Cultural O Facho en 1986 y 1992.
- Concurso Literario Terra Chá de la Asociación Cultural Xermolos en 1989 y 1992.
- Concurso de Cuentos en Galego de la ONCE en 1992.
- Concurso Francisco Fernández del Riego en 1993.
- RÚA NOVA (Narrações Juvenis) (mención especial) en 1993 y 1995
- Premio Arume de Poesía para niños (Fundación Neira Vilas) en 2009 (mención especial)
- Premio Pura y Dora Vázquez (junta de distrito de Ourense) en 2010
- XV Premio de Poesía Avelina Valladares en elconcejo de La Estrada) en 2011, por Ronca o mar.
- Mención en el VII Premio Arume de Poesía para niños en 2013, por O libro dos medos que non o son.
- Tercer premio del IV Concurso de Poesía en Lengua Gallega Manuel María de 2016, por A desmemoria.
- Premio Merlín 2017 por Muriel.
- Primer Premio Ciencia en Acción (Ex Aequo) al “Trabajo de Divulgación Científica” al programa de televisión “Coma un allo”, del que es presentadora y guionista.
- I Premio Anisia Miranda de Teatro para a Infancia 2022 por Travesía Unicornio.
- Mellor obra de Divulgación en los Premios Follas Novas 2022 por H2... Oh!!!.
- XIII Premio Rosalía de Castro de Lingua 2022
- V Premio de Literatura Infantil Carlos Mosteiro